# Sporle with Palgrave
Sporle with Palgrave – civil parish w Anglii, w hrabstwie Norfolk, w dystrykcie Breckland. Leży 39 km na zachód od Norwich i 142 km na północny wschód od Londynu. W 2001 miejscowość liczyła 1038 mieszkańców.